# Melges 24
Melges 24 è una classe velica di imbarcazioni da regata progettata dalla compagnia statunitense Melges Performance Sailbot, fondata da Harry Melges.
Il progetto è del 1992 ed è stato realizzato da Reichel/Pugh, così come quelli delle classi Melges 17, Melges 32 e Melges 20. La produzione delle imbarcazioni è cominciata l'anno successivo.
La classe prevede una lunghezza di 7 m ed un baglio massimo massimo di 2,5 m, per una superficie velica totale di 93 m² (randa + fiocco + gennaker). Può navigare di bolina con randa e fiocco, mentre nei lati di poppa dispone anche di uno spinnaker asimmetrico da 62 m² che si fissa sul bompresso estraibile. Lo gennaker non richiede particolare lavoro del prodiere in quanto può essere issato e regolato direttamente dal pozzetto.
Lo scafo è realizzato in fibra di vetro, mentre albero, timone e chiglia sono realizzate in fibra di carbonio. Lo scafo è piatto verso la poppa, rendendo facile la planata. La deriva da 286 kg può essere ritirata per poter facilmente trasportare lo scafo su un rimorchio.
L'equipaggio è generalmente costituito da quattro o cinque persone. Poiché un equipaggio pesante facilita il controllo dell'imbarcazione, anche il peso complessivo del medesimo è limitato dal regolamento della classe a 375 kg, da quest'anno.